# King Abdullah University of Science and Technology
King Abdullah University of Science and Technology (KAUST) i Saudiarabien grundades 2009 av landets dåvarande statsöverhuvud, och bär även hans namn. U.S. News & World Report rankade 2016 universitetet som det tredje främsta i arabvärlden.